# Guerra d'attrito
La guerra d'attrito (ebraico מלחמת ההתשה, Milhemet haHatashah; in arabo حرب الاستنزاف‎?, Ḥarb al-istinzāf) fu un conflitto limitato, combattuto fra Egitto e Israele dal 1967 al 1970. Fu avviato dall'Egitto nel tentativo di tornare in possesso della penisola del Sinai e del controllo pieno del canale di Suez, perduti entrambi a seguito della guerra dei sei giorni del 1967. La guerra finì con un accordo di cessate il fuoco firmato dai due Paesi nel 1970, con le frontiere al medesimo posto in cui esse si trovavano all'inizio del conflitto.

## Antefatti
Le ragioni del presidente egiziano Gamāl ʿAbd al-Nāṣer (Nasser) furono per suo conto spiegate dal giornalista Muhammad Hassaneyn Haykal, direttore di quello che, nei fatti, era l'organo ufficiale del regime: il quotidiano al-Ahrām:
«Se il nemico riesce a causare la perdita di 50 000 uomini, noi possiamo nondimeno seguitare a combattere, perché abbiamo riserve d'uomini [abbondanti]. Se noi riusciamo a causare la perdita di 10 000 uomini, [Israele] si troverà incontestabilmente obbligato a metter fine alle ostilità, perché non ha riserve di uomini [da impiegare]».
La vittoria senza precedenti delle forze di difesa israeliane (IDF) nella guerra dei sei giorni (1967), con la rotta dell'esercito egiziano, avevano appena messo in mano israeliana  la penisola del Sinai, fino alla riva est del canale di Suez. L'esercito egiziano, il più potente del mondo arabo, non solo era stato duramente battuto, ma anche severamente umiliato. Era presente quindi un forte sentimento di umiliazione e un desiderio di vendetta. Scontri sporadici si ebbero lungo la linea del cessate il fuoco e il cacciatorpediniere israeliano INS Eilat fu affondato da motosiluranti egiziane nell'ottobre 1967. L'ONU e le due nazioni cercarono di trovare una soluzione diplomatica al conflitto per mezzo della Missione Jarring e del Piano Rogers, ma senza successo. Il 22 novembre 1967 fu adottata a risoluzione 242 del Consiglio di sicurezza delle Nazioni Unite, che chiedeva un ritiro israeliano in cambio della pace. Comunque, gli sforzi diplomatici non ottennero alcun risultato. Per il presidente Nasser, era chiaro che "ciò che era stato preso con la forza doveva essere ripristinato con la forza."
Grazie a significativi rifornimenti di armi provenienti dall'Unione Sovietica, sua alleata, l'Egitto era riuscito a rimpiazzare le perdite materiali della guerra dei sei giorni in tempi più rapidi di quanto Israele si aspettasse. Inoltre, arrivarono centinaia di consiglieri militari sovietici, al punto che ben 1 500 di essi si trovarono a stazionare nel paese all'inizio della guerra. La loro presenza, assieme a quella di navi e piloti d'aviazione sovietici, minacciava di far dilagare il conflitto in un confronto Est-Ovest.

## Cronologia
La guerra iniziò nel giugno 1967 con un rado bombardamento, da parte dell'artiglieria egiziana, della linea del fronte israeliano sulla riva est del canale. Ulteriori bombardamenti di artiglieria nei mesi successivi uccisero alcuni soldati israeliani. La rappresaglia delle forze di difesa israeliane giunse la notte del 30 ottobre quando dei commando elitrasportati (Sayeret Matkal) distrussero la principale centrale elettrica egiziana. Il black out fece sì che Nasser cessasse le ostilità per pochi mesi, mentre venivano costruite fortificazioni attorno a centinaia di obiettivi importanti. Allo stesso tempo, Israele rinforzò la sua posizione sulla riva orientale del canale di Suez, costruendo la linea Bar-Lev, un insieme di trentacinque piccoli forti che correva da nord a sud lungo il canale, sorvegliati dalla fanteria.
Nel febbraio 1969 l'Egitto era pronto per il round successivo. Nasser dichiarò come nullo il cessate il fuoco del novembre precedente. L'8 marzo l'artiglieria egiziana iniziò un massiccio bombardamento della linea Bar-Lev, causando molte vittime israeliane, in un attacco in cui furono impiegati anche i caccia MiG-21 dell'aviazione sovietica. Le forze israeliane reagirono con incursioni profonde in territorio egiziano,  provocando gravi danni. Tra maggio e luglio del 1969, 47 soldati israeliani furono uccisi e 157 feriti. Anche se l'Egitto aveva sofferto più perdite di Israele, continuò con il suo atteggiamento aggressivo. Israele riuscì a sostenere l'alto tasso di perdite ma subiva intense pressioni perché trovasse una soluzione precisa al conflitto.
In luglio Israele aumentò l'intensità dello scontro attaccando con la sua aviazione militare. Il 20 e il 24 luglio quasi tutte le forze aeree israeliane bombardarono il settore settentrionale del canale, distruggendo postazioni antiaeree, carri armati e artiglieria. L'offensiva aerea continuò fino a dicembre e ridusse ai minimi termini le difese antiaeree egiziane. Riuscì anche a ridurre i bombardamenti di artiglieria, ma i colpi con armi più leggere e mortai continuarono.
Senza sistema di difesa aerea a contrastarla, l'aviazione israeliana poteva ora operare a piacere sul territorio egiziano. Il 17 ottobre 1969 iniziarono dei colloqui tra le superpotenze. Ciò portò al piano Rogers, che fu reso pubblico il 9 dicembre. Esso chiedeva un "impegno per la pace" da parte egiziana in cambio del ritiro israeliano dal Sinai. Entrambe le parti respinsero seccamente la proposta. Nasser preferì optare per armi sovietiche più sofisticate per resistere ai bombardamenti dell'aviazione israeliana. I sovietici, inizialmente, rifiutarono di consegnare gli armamenti richiesti.
Il 22 gennaio 1970, Nasser volò in segreto a Mosca per discutere la situazione. La sua richiesta di nuove batterie di missili SAM (tra cui i 3M9 Kub e gli Strela-2) fu infine approvata. Il loro dispiegamento avrebbe richiesto personale qualificato, oltre a uno squadrone di aerei per proteggerli dagli attacchi israeliani. In effetti, Nasser aveva bisogno di truppe sovietiche in gran numero, qualcosa che Mosca non poteva permettersi. Nasser minacciò allora di dimettersi, facendo notare che l'Egitto avrebbe potuto in futuro rivolgersi a Washington per ricevere aiuto. I sovietici avevano investito pesantemente nel regime di Nasser e quindi il leader sovietico Leonid Brežnev alla fine accettò. Il 30 giugno i numeri del personale sovietico erano cresciuti dai 2 500-4 000 di gennaio a 10 600-12 150, più 100-150 piloti. L'intervento diretto sovietico, noto come operazione Kavkaz, si rivelò problematico per Israele. Washington temeva una escalation e disapprovò duramente la campagna di bombardamenti compiuta da Israele.
L'8 aprile, un bombardamento israeliano uccise 47 alunni egiziani di una scuola elementare che si trovava dentro a una base militare, evento che mise definitivamente fine alla campagna. Israele si sarebbe invece concentrata sulle installazioni dall'altra parte del canale.
La pausa diede all'Egitto il tempo per ricostituire le sue batterie di SAM vicino al canale. I caccia MiG pilotati da sovietici fornirono la necessaria copertura aerea. I piloti sovietici iniziarono anche ad avvicinarsi gli aerei israeliani durante l'aprile del 1970, ma i piloti israeliani avevano ordine di non ingaggiare in combattimento tali aerei, e cessare l'azione ogni volta che un MiG sovietico appariva.
L'iniziale politica israeliana era di evitare il confronto diretto con i sovietici. Il 25 giugno un A-4 Skyhawk israeliano, durante una sortita contro le forze egiziane sul canale, fu inseguito da una coppia di MiG-21 sovietici fin nel Sinai. Lo Skyhawk fu colpito e costretto ad atterrare in una vicina base aerea. In risposta, Israele pianificò ed eseguì un agguato ai MiG sovietici, codificato nella cosiddetta operazione Rimon 20 (Rimon in ebraico vuol dire melograno). Il 30 luglio 1970 si svolse una grossa battaglia aerea, ad ovest del canale di Suez, che coinvolse da 8 a 20 MiG-21 sovietici da una parte (oltre agli 8 iniziali, furono fatti decollare altri MiG, ma non è chiaro se raggiunsero la battaglia in tempo), e otto Mirage III e quattro F-4 Phantom II israeliani dall'altra. Gli israeliani abbatterono quattro MiG, e un quinto venne colpito e si schiantò mentre rientrava alla base; tre piloti sovietici persero la vita. Nella fase finale dello scontro aereo, un Mirage israeliano fu seriamente danneggiato da due MiG sovietici.
Nonostante queste perdite, sovietici ed egiziani riuscirono a spingere le loro difese aeree sempre più vicine al canale. Le batterie di SAM manovrate dai sovietici abbatterono diversi aerei israeliani. Israele non fu in grado di rispondere efficacemente. Le batterie di SAM permisero all'Egitto di far avanzare l'artiglieria, che a sua volta poteva minacciare la linea Bar-Lev. Nell'aprile 1970 ripresero i negoziati, questa volta con gli Stati Uniti come principale negoziatore. Un accordo per il cessate il fuoco fu raggiunto il 7 agosto. Sarebbe durato tre mesi, durante i quali a nessuna parte era permesso di cambiare "lo status quo militare nelle zone che si estendevano per 50 km a est e a ovest della linea di cessate il fuoco."
Pochi minuti dopo il cessate il fuoco l'Egitto iniziò a muovere le batterie SAM nella zona anche se l'accordo vietava esplicitamente nuove installazioni militari. Ad ottobre c'erano circa 100 batterie SAM nella zona. Nasser era deciso ad una "guerra di liberazione" del canale ma morì per un attacco cardiaco il 28 settembre e a prendere il suo posto fu il vicepresidente Anwar al-Sādāt.
Durante la guerra, 367 soldati israeliani vennero uccisi e oltre tremila feriti. Le forze aeree israeliane persero 14 aerei. Non furono pubblicate cifre ufficiali delle perdite egiziane, ma lo storico israeliano Benny Morris, in Righteous Victims (Morris, 1999), sostiene che circa 10 000 egiziani, tra soldati e civili, vi avevano perso la vita, e che (secondo fonti dell'esercito israeliano, non altrimenti verificabili) 98 aerei sarebbero stati abbattuti 
Entrambe le parti considerarono la fine della guerra d'attrito una "vittoria". In Egitto viene considerata tale perché le tre guerre precedenti contro Israele, del 1948, 1956 e 1967,  erano state tutte perse, mentre questa volta l'esercito egiziano aveva retto. L'establishment israeliano considerò che era riuscito a respingere l'offensiva egiziana e riteneva che l'Egitto si fosse reso conto che non poteva battere Israele in un conflitto convenzionale.
Anwar al-Sādāt iniziò quasi immediatamente a progettare la guerra del Kippur che si sarebbe svolta tre anni dopo.

## Personalità
- Ahmad Isma'il 'Ali
- Haim Bar-Lev
- Leonid Il'ič Brežnev
- Moshe Dayan
- Muhammad Fawzi
- Gunnar Jarring
- Pavel Kutakov
- Uriel Menuhin
- Gamal Abdel Nasser
- Nikolai Podgorny
- Yitzhak Rabin
- 'Abd al-Mun'im Riyad
- William Rogers
- Anwar Sadat
- Ariel Sharon
- Joseph Sisco
- Matvei Vasilievich Zakharov
- Fu'ad Zikri